# Ginnastica ai Giochi della XXXII Olimpiade - Concorso individuale maschile
Il concorso generale individuale maschile ai Giochi di Tokyo 2020 si è svolto all'Ariake Gymnastics Centre il 28 luglio.
I 24 ginnasti che hanno partecipato a questa gara sono stati decisi durante la fase di qualificazione, dove sono stati scelti anche i migliori 8 ginnasti di ogni disciplina, che hanno partecipato alle finali di specialità. A causa della regola dei passaporti ("two per country"), solo due ginnasti per ogni nazione possono prendere parte alla finale all-around.

## Vincitori
| Oro             | Argento      | Bronzo          |
| Daiki Hashimoto | Xiao Ruoteng | Nikita Nagornyj |

## Qualificazioni
| Pos. | Ginnasta             | Totale | Qual. |
| ---- | -------------------- | ------ | ----- |
| 1    | Daiki Hashimoto      | 88.531 | Q     |
| 2    | Nikita Nagornyj      | 87.897 | Q     |
| 3    | Xiao Ruoteng         | 87.732 | Q     |
| 4    | Sun Wei              | 87.298 | Q     |
| 5    | Joe Fraser           | 86.298 | Q     |
| 6    | Artur Dalalojan      | 85.957 | Q     |
| 7    | Takeru Kitazono      | 85.948 | Q     |
| 8    | Ahmet Önder          | 85.665 | Q     |
| 9    | Kazuma Kaya          | 85.465 | —     |
| 10   | David Beljavskij     | 85.324 | —     |
| 11   | Brody Malone         | 85.298 | Q     |
| 12   | Lin Chaopan          | 85.098 | —     |
| 13   | Wataru Tanigawa      | 84.906 | —     |
| 14   | Sam Mikulak          | 84.664 | Q     |
| 15   | Adem Asil            | 84.524 | Q     |
| 16   | James Hall           | 84.431 | Q     |
| 17   | Lee Chih-kai         | 84.332 | Q     |
| 18   | Caio Souza           | 84.298 | Q     |
| 19   | Yul Moldauer         | 84.098 | —     |
| 20   | Lukas Dauser         | 83.731 | Q     |
| 21   | Shane Wiskus         | 83.365 | —     |
| 22   | Tang Chia-hung       | 82.932 | Q     |
| 23   | Giarnni Regini-Moran | 82.831 | —     |
| 24   | Petro Pachnjuk       | 82.731 | Q     |
| 25   | Milad Karimi         | 82.565 | Q     |
| 26   | Benjamin Gischard    | 82.498 | Q     |
| 27   | Philipp Herder       | 82.432 | Q     |
| 28   | Lee Junho            | 82.398 | Q     |
| 29   | Aleksandr Kartsev    | 82.299 | —     |
| 30   | Andreas Toba         | 82.166 | —     |
| 31   | Eddy Yusof           | 81.898 | Q     |
| 32   | Nils Dunkel          | 81.632 | —     |
| 33   | Christian Baumann    | 81.631 | —     |
| 34   | Illja Kovtun         | 81.581 | Q     |
| 35   | Pablo Brägger        | 81.564 | —     |
| 36   | Diogo Soares         | 81.332 | Q     |
| 37   | Joel Plata           | 81.298 | R1    |
| 38   | Ludovico Edalli      | 81.231 | R2    |
| 39   | Kim Hansol           | 81.032 | R3    |
| 40   | Daniel Corral        | 80.898 | R4    |

## Classifica
| Pos.    | Ginnasta          | Nazione       | Attrezzo     | Attrezzo | Attrezzo | Attrezzo  | Attrezzo  | Attrezzo | Totale |
| Pos.    | Ginnasta          | Nazione       | Corpo libero | Cavallo  | Anelli   | Volteggio | Parallele | Sbarra   | Totale |
| ------- | ----------------- | ------------- | ------------ | -------- | -------- | --------- | --------- | -------- | ------ |
| Oro     | Daiki Hashimoto   | Giappone      | 14.833       | 15.166   | 13.533   | 14.700    | 15.300    | 14.933   | 88.465 |
| Argento | Xiao Ruoteng      | Cina          | 14.700       | 14.700   | 14.533   | 14.700    | 15.366    | 14.066   | 88.065 |
| Bronzo  | Nikita Nagornyj   | ROC           | 14.433       | 14.266   | 14.666   | 14.900    | 15.400    | 14.366   | 88.031 |
| 4       | Sun Wei           | Cina          | 14.500       | 14.966   | 14.066   | 14.900    | 14.966    | 14.400   | 87.798 |
| 5       | Takeru Kitazono   | Giappone      | 14.566       | 14.500   | 13.500   | 14.666    | 15.066    | 14.400   | 86.698 |
| 6       | Artur Dalalojan   | ROC           | 14.050       | 13.900   | 14.666   | 14.466    | 15.033    | 14.133   | 86.248 |
| 7       | Tang Chia-hung    | Taipei cinese | 14.366       | 13.333   | 14.100   | 14.433    | 13.800    | 14.766   | 84.798 |
| 8       | James Hall        | Gran Bretagna | 14.466       | 13.433   | 13.966   | 14.300    | 14.433    | 14.000   | 84.598 |
| 9       | Joe Fraser        | Gran Bretagna | 14.100       | 13.300   | 14.433   | 13.133    | 15.133    | 14.400   | 84.499 |
| 10      | Brody Malone      | Stati Uniti   | 14.300       | 14.100   | 13.833   | 14.366    | 13.466    | 14.400   | 84.465 |
| 11      | Illja Kovtun      | Ucraina       | 14.133       | 14.266   | 13.133   | 13.833    | 14.666    | 13.766   | 83.797 |
| 12      | Sam Mikulak       | Stati Uniti   | 12.933       | 13.566   | 13.533   | 14.533    | 14.966    | 13.633   | 83.164 |
| 13      | Benjamin Gischard | Svizzera      | 14.300       | 13.666   | 13.433   | 14.300    | 13.700    | 13.333   | 82.732 |
| 14      | Milad Karimi      | Kazakistan    | 15.033       | 13.266   | 12.866   | 14.066    | 13.966    | 13.333   | 82.530 |
| 15      | Adem Asil         | Turchia       | 14.300       | 13.166   | 13.700   | 15.133    | 12.600    | 13.600   | 82.499 |
| 16      | Eddy Yusof        | Svizzera      | 13.800       | 13.866   | 13.300   | 13.033    | 14.533    | 13.200   | 81.732 |
| 17      | Caio Souza        | Brasile       | 12.933       | 12.133   | 14.500   | 14.200    | 14.500    | 13.266   | 81.532 |
| 18      | Lukas Dauser      | Germania      | 13.533       | 13.566   | 13.325   | 13.433    | 15.400    | 12.033   | 81.290 |
| 19      | Petro Pakhniuk    | Ucraina       | 13.900       | 13.633   | 13.200   | 14.233    | 13.266    | 13.033   | 81.265 |
| 20      | Diogo Soares      | Brasile       | 14.133       | 12.833   | 13.233   | 13.833    | 13.700    | 13.466   | 81.198 |
| 21      | Lee Chih-kai      | Taipei cinese | 14.400       | 12.666   | 12.733   | 14.400    | 13.900    | 12.600   | 80.699 |
| 22      | Lee Jun-ho        | Corea del Sud | 13.966       | 12.766   | 13.466   | 13.800    | 14.166    | 12.300   | 80.464 |
| 23      | Philipp Herder    | Germania      | 13.133       | 12.100   | 12.833   | 13.666    | 14.000    | 12.833   | 78.565 |
| 24      | Ahmet Önder       | Turchia       | —            | 12.900   | 13.866   | 14.333    | —         | —        | RIT    |